# Le Voyage du ballon rouge
Le Voyage du ballon rouge és una pel·lícula franco-taiwanesa de 2007 dirigida per Hou Hsiao-hsien. És la primera part d'una nova sèrie de pel·lícules produïdes pel Musée d'Orsay, i explica la història d'una família francesa vista a través dels ulls d'un estudiant xinès. La pel·lícula es va rodar l'agost i setembre de 2006 a París. Aquesta és la primera pel·lícula no asiàtica de Hou. Fa referència al clàssic curt francès de 1956 Le Ballon rouge dirigit per Albert Lamorisse.
La pel·lícula va obrir la secció Un Certain Regard del Festival de Cinema de Canes el maig de 2007.

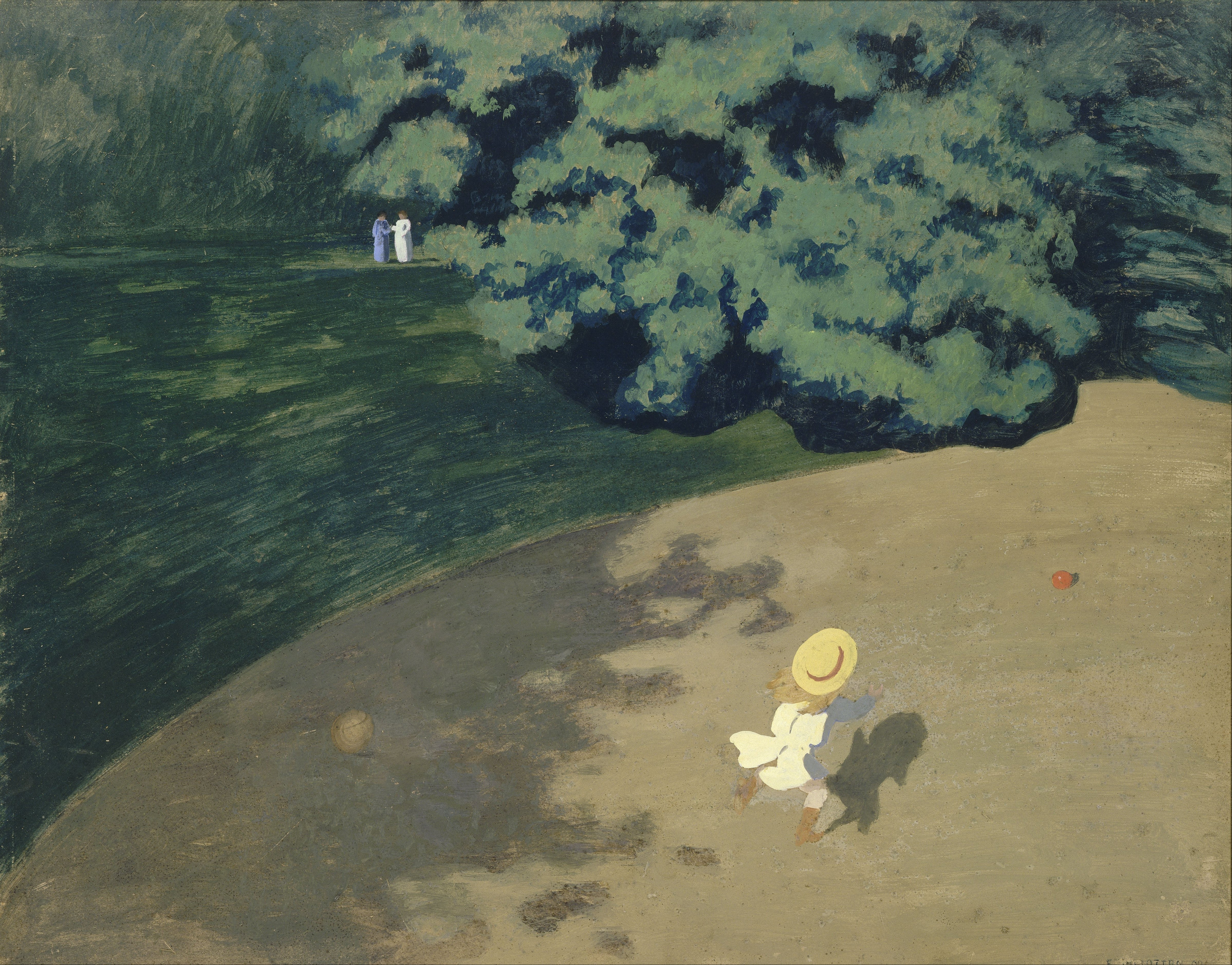
Le Ballon, de Félix Vallotton que apareix en una escena al museu d'Orsay.

## Trama
Suzanne, una titellaire, viu amb el seu fill petit Simon en un apartament a París. Mentre la Suzanne està ocupada amb la producció de la seva nova obra de titelles xinesa basada en un text xinès antic (求妻煮海人), contracta una estudiant de cinema xinesa, Song, com la nova mainadera de Simon. Per al seu projecte universitari —un homenatge a la famosa pel·lícula de 1956 d'Albert Lamorisse Le Ballon rouge—, Song comença a filmar Simon. Desenvolupa una bona relació amb la mare i el fill, i tradueix per la classe magistral de Suzanne amb un titellaire xinès.
Mentre la germana gran de Simon, Louise, està a punt de graduar-se a una escola secundària a Brussel·les, Suzanne té previst que Louise sol·liciti estudis universitaris a París. Per això, intenta desallotjar el seu inquilí de la planta baixa, Marc, que en repetides ocasions no ha pagat el lloguer, mentre discuteix per telèfon amb Pierre, el pare de Simon, que ha marxat al Canadà durant dos anys per escriure una novel·la i que poques vegades es troba a casa. tocar. Simon visita el Museu d'Orsay en una excursió escolar, on la seva classe es mostra Le Ballon, un quadre de Félix Vallotton en què un nen persegueix una bola vermella.

## Repartiment
- Juliette Binoche - Suzanne
- Simon Iteanu - Simon
- Hippolyte Girardot - Marc
- Fang Song - Song
- Louise Margolin - Louise
- Anna Sigalevitch - Anna
- Charles-Edouard Renault - Lorenzo

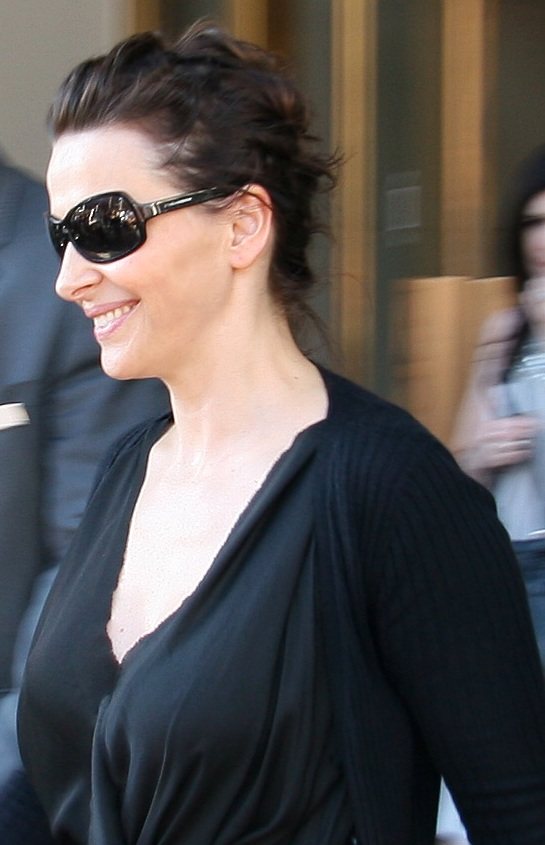
L'actriu principal Juliette Binoche en la presentació de la pel·lícula al TIFF 2007.

- Li Chuan-Zan (李傳燦, fill de Li Tian-Lu) com el mestre titellaire

## Recepció crítica
Rotten Tomatoes va informar que el 81% dels 91 crítics mostrats i el 85% dels principals crítics van donar crítiques positives a la pel·lícula, amb una valoració mitjana de 6,9 sobre 10.
J. Hoberman, escrivint a The Village Voice va agrair especialment la pel·lícula afirmant: "Le Voyage du ballon rouge és contemplatiu però mai estàtic, i està marcat per passatges de cinéma pur". Kate Stables de Sight & Sound també va elogiar molt la pel·lícula, "Trobar una bellesa serena i contemplativa en el món quotidià ha estat durant molt de temps l'acció comercial del mestre-minimalista taiwanès Hou Hsiao Hsien... Hou aporta la mateixa profunditat i deliberació a l'exterior parisenc de la pel·lícula... en definitiva, el cinema és el dipòsit sagrat de la memòria i la creativitat de la pel·lícula." A Jonathan Rosenbaum de Chicago Reader li va agradar la pel·lícula com "Una obra relativament lleugera però robusta del mestre taiwanès Hou Hsiao-hsien, aquesta part de la vida urbana contemporània fa més o menys per París el que el seu Cafe Lumiere va fer per a Tòquio, encara que amb menys minimalisme i emoció més manifesta".
D'altra banda, Duane Byrge de Hollywood Reporter no va quedar impressionat. "Les imatges de la pel·lícula clàssica, on un globus vermell animat planeja de manera imprevisible per París, ni tan sols intenta arribar a una alçada metafòrica, ni tan sols ens compromet compositiument."

### Llistes Top ten
La pel·lícula va aparèixer a nombroses llistes Top ten de la crítica de les millors pel·lícules del 2008
The film appeared on several critics' top ten lists of the best films of 2008.
- 1st - J. Hoberman, The Village Voice[6]
- 1st - Reverse Shot
- 2nd - Nick Schager, Slant Magazine
- 3rd - Liam Lacey, The Globe and Mail[6]
- 4th - Manohla Dargis, The New York Times[6]
- 5th - Andrew O'Hehir, Salon.com[6]
- 5th - Michael Phillips, Chicago Tribune[6]
- 9th - Ty Burr, The Boston Globe[6]

### Premis
La pel·lícula va guanyar el Premi FIPRESCI a la Setmana Internacional de Cinema de Valladolid de 2007.